# 리사 구에레로

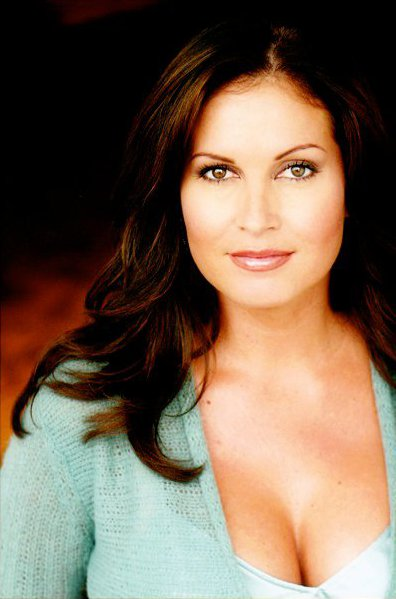

리사 구에레로(Lisa Guerrero, 1964년 4월 9일 ~ )는 미국의 배우, 저널리스트, 스포츠캐스터, 영화배우이다.

## 영화
- 플럼 썸머 (2007년)
- 투데이 유 다이 (2005년)
- 러브 포션 넘버 9 (1992년)
- 배트맨 2 (1992년)